# 코사어 위키백과

코사어 위키백과는 코사어로 운영되는 위키백과 언어판이다. 2003년에 시작되었다. 기호는 xh이다.